# Fairplay, Colorado
Fairplay är administrativ huvudort i Park County i Colorado. Ortnamnet syftar på bosättarnas löfte att behandla alla invånare på ett rättvist sätt. Enligt 2010 års folkräkning hade Fairplay 679 invånare.